# アウトレイジ (2009年の映画)
『アウトレイジ』 （英：Outrage ）は、2009年に製作されたアメリカのドキュメンタリー映画。
日本では、2009年（第18回）東京国際レズビアン&ゲイ映画祭にて上映された。（アジア初上映 - 7月11日、18日）
また、『松嶋×町山 未公開映画を観るTV』にて『ゲイを弾圧する隠れゲイ政治家を探し出せ!』として2009年8月に放送された。のち『クローゼット〜ゲイ叩き政治家のゲイを暴け!〜』と題してVODで配信された。

## 概要
自身が同性愛者でであることを隠し、同性愛者の権利を求める法案に反対する「クローゼット議員」について描く。

## キャスト
- ラリー・クレイグ
- エド・コッチ
- バーニー・フランク
- デーヴィッド・ドライアー
- トニー・クシュナー
- ディナ・マッグリーヴィー
- シェパード・スミス
- ジム・マッククレリー